# Kościół Podwyższenia Krzyża Świętego w Rogowie
Kościół Podwyższenia Krzyża Świętego w Rogowie – rzymskokatolicki kościół parafialny należący do parafii pod tym samym wezwaniem (dekanat Kowalewo Pomorskie diecezji toruńskiej).
Jest to świątynia wzniesiona w stylu gotyckim na przełomie XIII i XIV wieku (powstało wówczas prezbiterium) i około 1400 roku (wybudowano wtedy szczyt wschodni). Budowla powstała z kamienia (szczyty zbudowano z cegły). Kościół jest jednonawowy z prezbiterium zamkniętym ścianą prostą. Ołtarz główny w stylu barokowym pochodzi z 1683 roku. Malowidła w stylu późnobarokowym powstały pod koniec XVIII wieku.